# Bepicolombo
Bepicolombo, formellt BepiColombo, är en rymdsond som sköts upp med en Ariane 5-raket den 20 oktober 2018. Sondens buss (MTM: Mercury Transfer Module) kommer färdas till Merkurius med två rymdsonder som ska kretsa kring Merkurius: en europeisk som ska kartlägga planetens yta (MPO: Mercury Planetary Orbiter) och en japansk som ska studera dess magnetosfär (MMO: Mercury Magnetospheric Orbiter).
I den ursprungliga planen fanns även en rysk landare (MSE: Mercury Surface Element), men den delen av projektet skalades bort 2003.
Precis som rymdsonden Messenger, kommer BepiColombo använda både planeten Venus och Merkurius gravitation för att nå Merkurius och gå in i omloppsbana runt planeten. Med början 2025 kommer den studera planeten under ungefär ett år.
Sonderna kommer bära med sig utrustning som liknar Messengers, bland annat flera spektrometrar som ska studera planeten i flera olika våglängder:
- Infrarött
- Ultraviolett
- Röntgen
- Gammastrålning

Sverige deltar med tre mätinstrument på de två sonderna:
- MIPA, Miniature Ion Precipation Analyzer, ingår i instrumentpaketet SERENA på MPO
- ENA, Energetic Neutrals Analyzer, ingår i instrumentpaketet MPPE på MMO
- MEFISTO, Mercury Electric Field In Situ TOol är en del av instrumentpaketet PWI på MMO

Förutom mätningarna på själva planeten kommer BepiColombo att pröva den allmänna relativitetsteorin med ökad noggrannhet.
Rymdsonden är namngiven efter Giuseppe Bepi Colombo, en italiensk forskare som var den förste att fastslå naturen av Merkurius banresonans med solen och som 1974 var inblandad i planeringen av Mariner 10.